# Estação Cambronne
Cambronne é uma estação da linha 6 do Metrô de Paris, localizada no 15.º arrondissement de Paris.

## Localização
Ele está situada acima do boulevard Garibaldi, a oeste da place Cambronne.

## História
Ela foi aberta em 24 de abril de 1906. Ela se encontrava então na linha 2 sud.
A origem de seu nome vem da place de Cambronne e da rue Cambronne, que fazem homenagem ao visconde Pierre Cambronne (1770-1842) que foi heróico em Waterloo. General, ele comandou a Velha Guarda. Ele sempre negou ter proferido a frase famosa que o rumor lhe atribuiu.
Em 2011, 3 155 480 passageiros entraram nesta estação. Em 2012, foram 3 169 765 passageiros. Ela viu entrar 3 097 164 passageiros em 2013, o que a coloca na 169ª posição das estações de metrô por sua frequência em 302.

## Serviços aos Passageiros

### Acessos
A estação tem um único acesso situado no terrapleno central do boulevard Garibaldi, a direita do n° 2.

### Plataformas

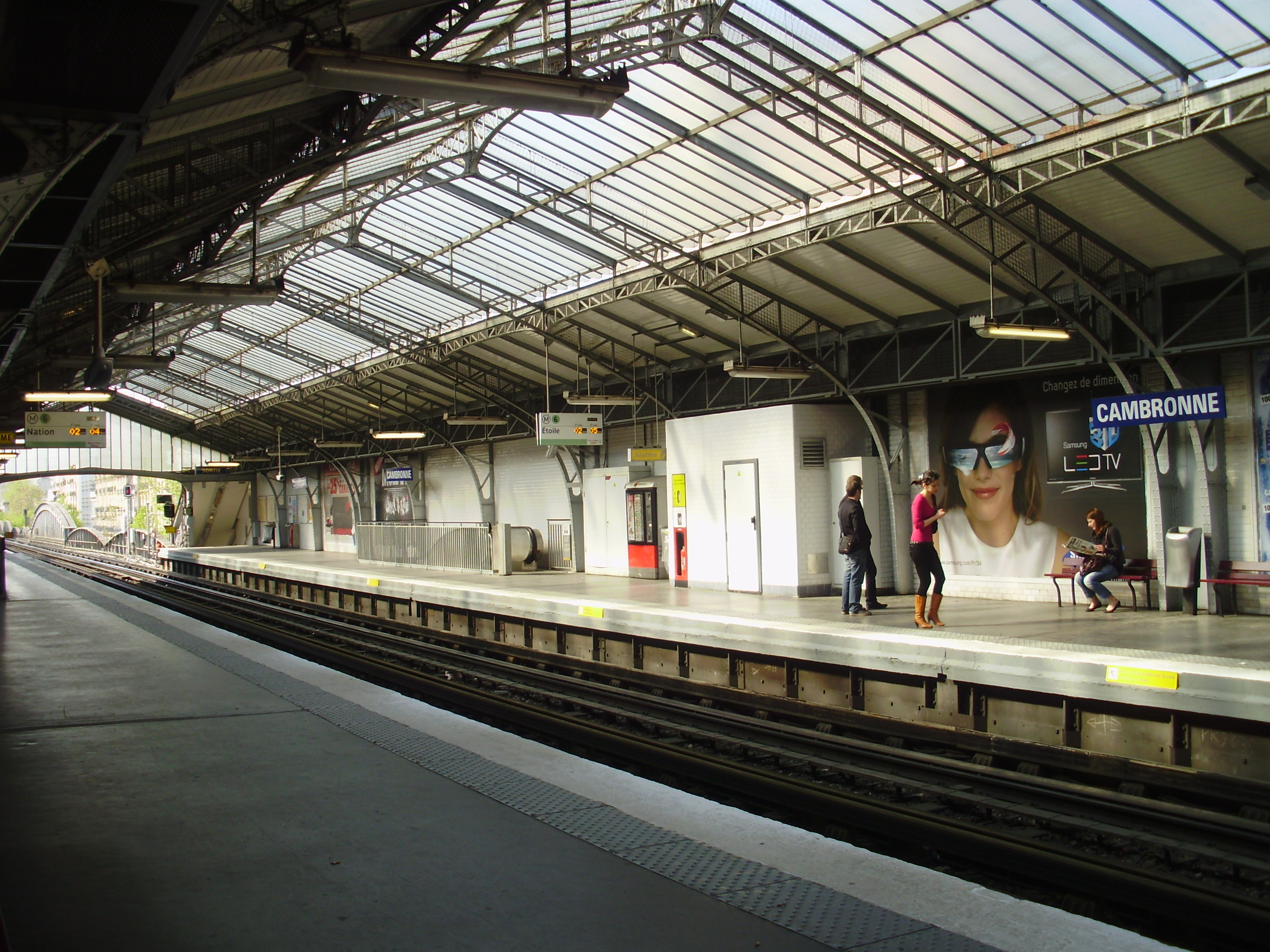
Plataformas da estação.

Cambronne é uma estação elevada de configuração padrão: ela possui duas plataformas separadas pelas vias do metrô, todas cobertas por uma cobertura de vidro no estilo das marquises das estações da época. Os pés-direitos verticais são revestidos por telhas em cerâmica brancas biseladas no interior, e por tijolos com motivos geométricos no exterior. Os quadros publicitários são em cerâmica branca e o nome da estação está inscrito em fonte Parisine em placas esmaltadas fixadas na moldura metálica. As plataformas estão equipadas com bancos de ripas de madeira. A iluminação é semidireta, projetada no solo por plafons azuis, nos pés-direitos por tubos parcialmente ocultos e na estrutura por projetores de luz azul. O acesso é feito pela extremidade ocidental.

### Intermodalidade
A estação é servida pela linha 80 da rede de ônibus RATP e, à noite, pelas linhas N12 e N61 da rede de ônibus Noctilien.

## Pontos turísticos
- Os edifícios da UNESCO

Galeria de fotografias
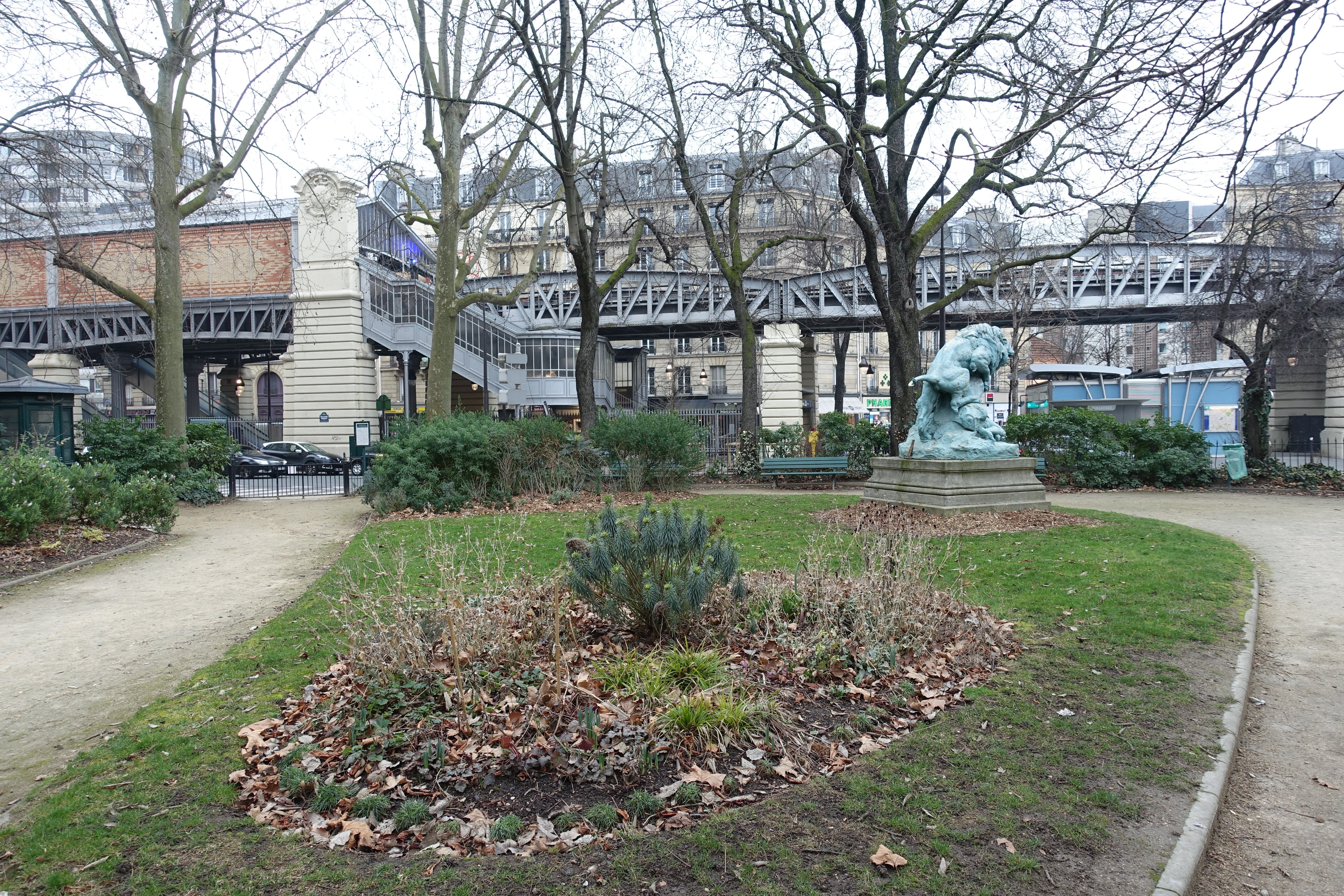
A estação vista do square Cambronne.
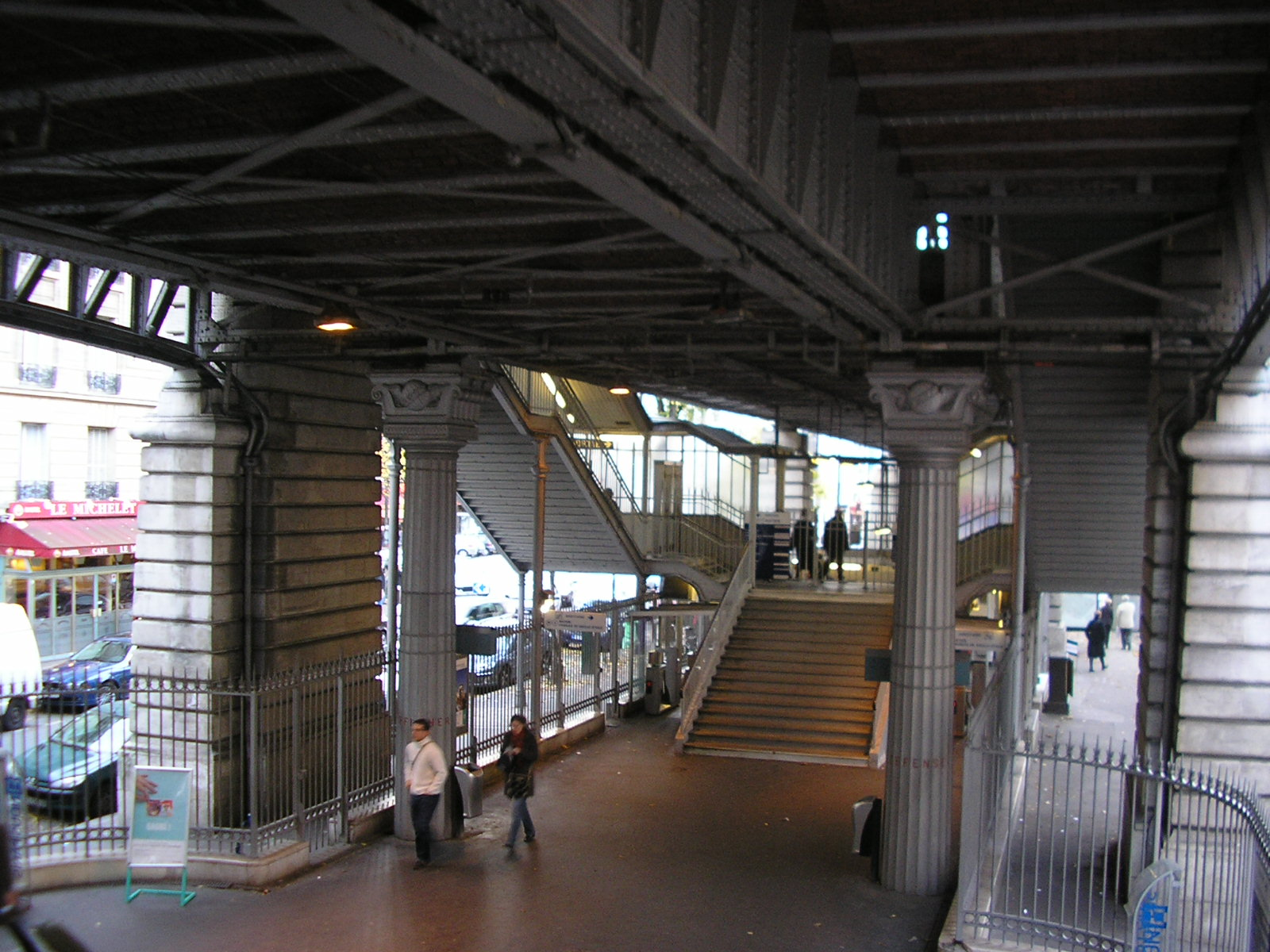
Escadas da estação.
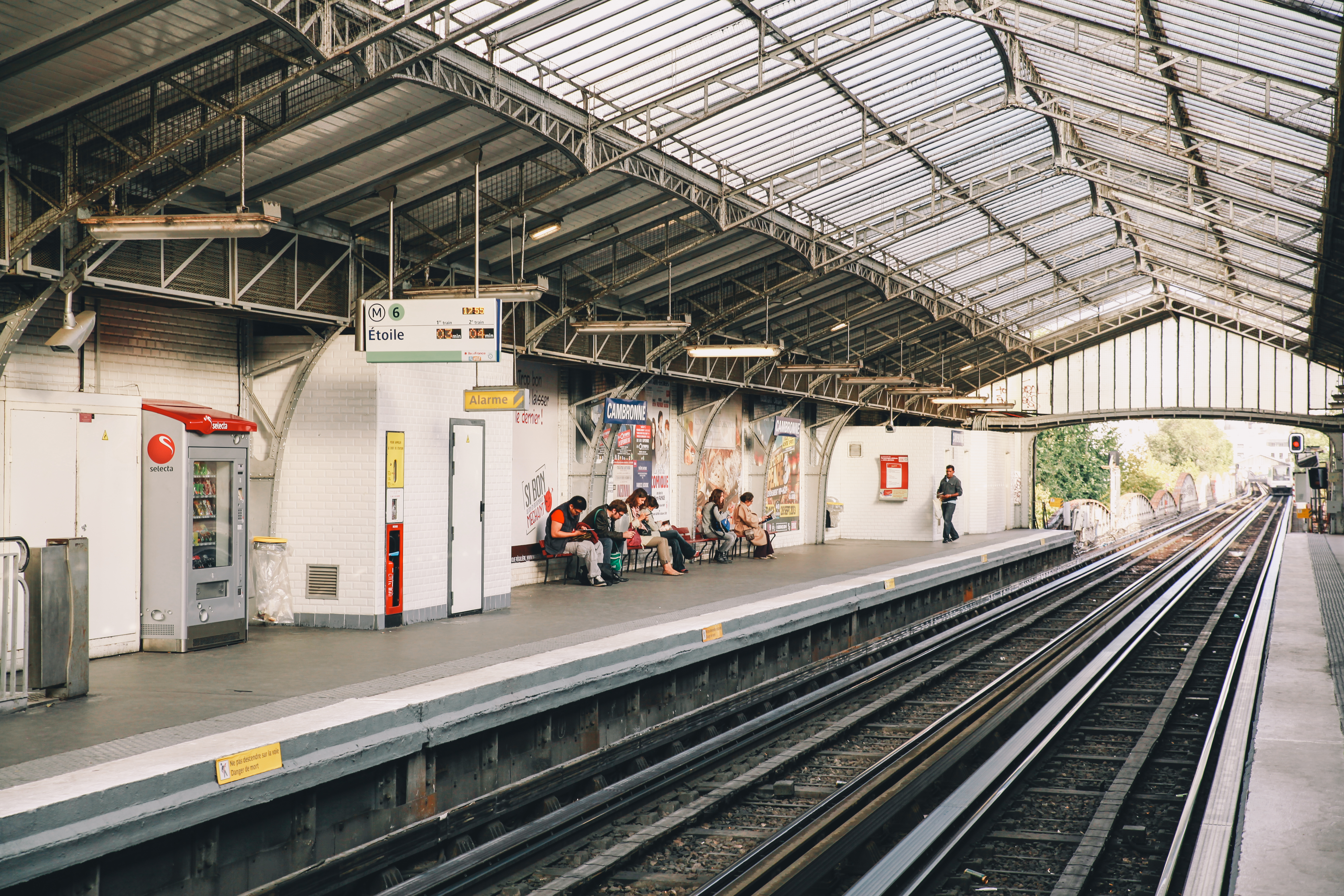
Vista das plataformas olhando para a estação Sèvres - Lecourbe.
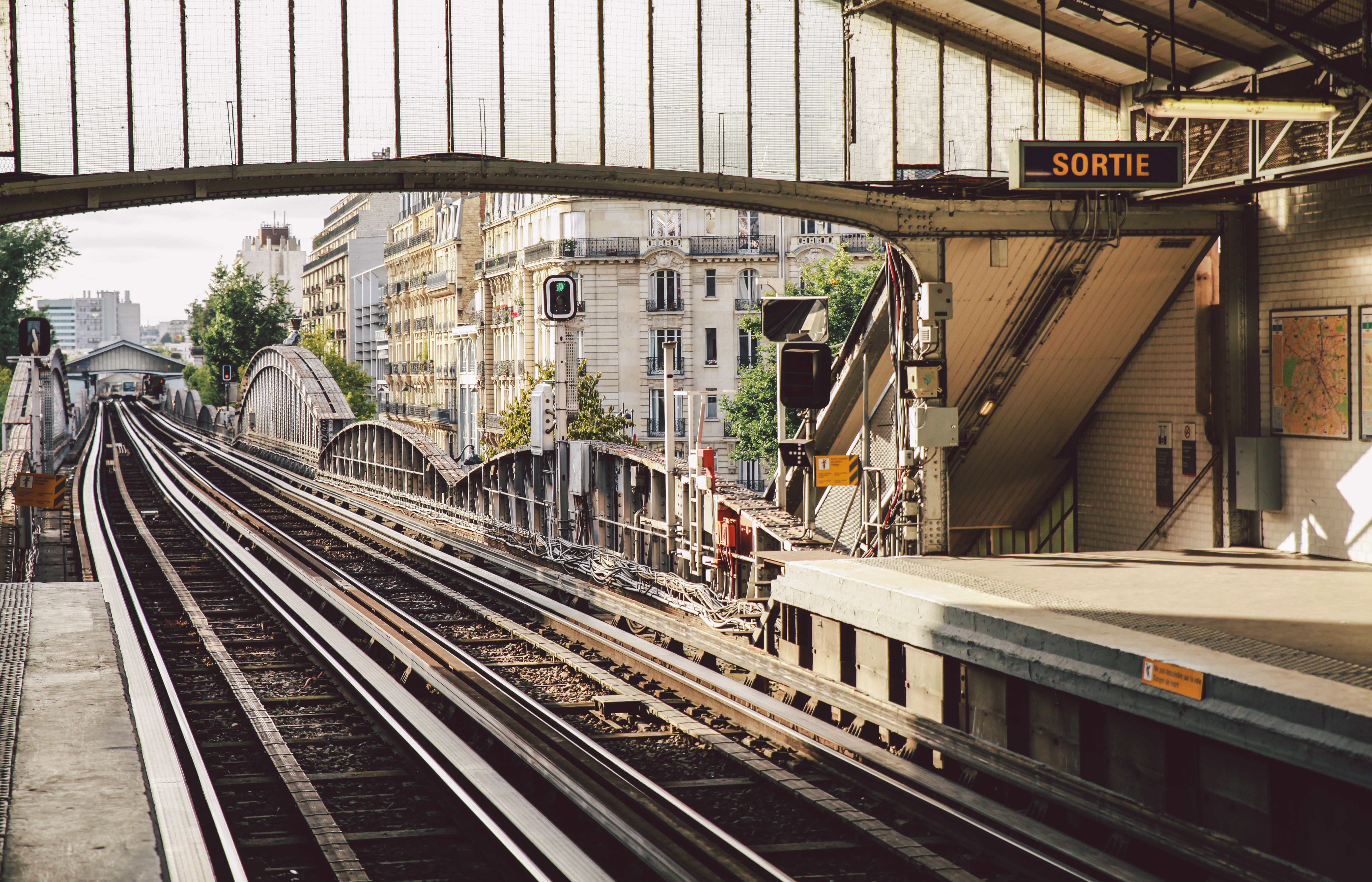
Extremidade das plataformas para a estação La Motte-Picquet - Grenelle.